# Сухопътни войски на Гърция
Сухопътните войски на Гърция (на гръцки: Στρατού Ξηράς) са основният вид във въоръжените сили на страната.

## История
Те са наследник на дълга историческа традиция в областта на военното дело. В периода след падането на Византийската империя до Революцията от 1821 г. организирани военни формирования не съществуват. През февруари 1821 г. Александрос Ипцилантис организира първото гръцко военно формирование и тази дата се счита за рождена за Сухопътните войски на страната.
Оттогава организацията на СВ е променяна често в зависимост от нуждите, възникващи през дадения период (Балканската война, Междусъюзническата война, Първата световна война, Гръцко-турската война и Втората световна война).
В периода 1960 – 1974 г. са извършени няколко значителни промени в организацията на СВ, които завършват с нахлуването на турски войски на о. Кипър.
След падането на Хунтата през 1974 г. е извършена коренна реорганизация на Сухопътните войски с въвеждането на модерно въоръжение и бойна техника и реорганизация в нивото полк – бригада.
В периода 1990 – 1996 г. е извършено мащабно превъоръжаване на пехотните части и подразделения, а от 1997 г. – преструктуриране на полковото ниво. На базата на някои пехотни полкове и дивизии са развърнати механизирани бригади. Планирано е реорганизацията да бъде приключена до 2006 г.

## Организация
Организационно Сухопътните войски на Гърция са сведени в родове войски, които участват пряко в бойните действия, и видове служби, които поддържат войските при воденето на бойни действия.
| * Видове служби | |
| 1. Служба „Военна полиция“ 2. Служба „Бойни материали“ 3. Служба „Снабдяване и превоз“ 4. Служба „Информационно обслужване“ 5. Техническа служба 6. Медицинска служба 7. Икономическа служба 8. Военнопощенска служба 9. Географска служба | - Σώμα Στρατονομίας - Σώμα Υλικού Πολέμου - Σώμα Εφοδιασμού και Μεταφορών - Σώμα Έρευνας και Πληροφορικής - Σώμα Τεηνικού - Σώμα Υγειονομικού - Σώμα Οικονομικού - Σώμα Ταχυδρομικού - Γεογραφική Υπηρεσία Στρατού |

| * Родове войски | |
| 1. Пехота 2. Артилерия 3. Армейска авиация 4. Специални войски 5. Бронетанкови войски 6. Свързочни войски 7. Инженерни войски | - Όπλο Πεζικού - Όπλο Πυροβολικού - Σώμα Αεροπορία Στρατού - Ειδικές Δυνάμεις - Όπλο Ιππικού και Τεθωρακισμένων - Σώμα Διαβιβάσεων - Σώμα Μηχανικού |

| 1-ва Армия           | 1-ва Армия                   | 1-ва Армия           | 1-ва Армия              | 1-ва Армия           |
| -------------------- | ---------------------------- | -------------------- | ----------------------- | -------------------- |
| 1-ви армейски корпус | 2-ри армейски корпус         | 3-ти армейски корпус | 4-ти армейски корпус    | ВКВО                 |
| 8 пехотна дивизия    | 1 пехотна дивизия            |                      | 12 механизирана дивизия | 5 пехотна дивизия    |
| 9 пехотна бригада    | 2 механизирана дивизия       |                      | 7 механизирана бригада  | 88 военно командване |
| 10 пехотна бригада   | 1 бригада „Командос“         |                      | 31 пехотна бригада      | 79 военно командване |
| 15 пехотна бригада   | 1 бригада армейска авиация   |                      | 16 механизирана дивизия | 80 военно командване |
|                      | 32 бригада морска пехота     |                      | 3 механизирана бригада  | 95 военно командване |
|                      | 71 въздушнопреносима бригада |                      | 30 механизирана бригада | 96 военно командване |
|                      |                              |                      | 20 бронетанкова дивизия | 98 военно командване |
|                      |                              |                      | 21 бронетанкова бригада |                      |
|                      |                              |                      | 23 бронетанкова бригада |                      |
|                      |                              |                      | 25 бронетанкова бригада |                      |
|                      |                              |                      | 50 пехотна бригада      |                      |

| Висше командване за поддръжка на Сухопътните войски | Висше командване за поддръжка на Сухопътните войски |
| --------------------------------------------------- | --------------------------------------------------- |
| Командване „Военни заводи“                          | Командване „Базова поддръжка“                       |
|                                                     | 1 бригада за поддръжка                              |
|                                                     | 2 бригада за поддръжка                              |
|                                                     | 3 бригада за поддръжка                              |